# Symbiopsis nivepunctata
Symbiopsis nivepunctata is een vlinder uit de familie van de Lycaenidae. De wetenschappelijke naam van de soort werd als Thecla nivepunctata in 1907 gepubliceerd door Hamilton Herbert Druce.